# Mercedes MGP W02
Der Mercedes MGP W02 war der Formel-1-Rennwagen des Mercedes-Werksteams für die Formel-1-Weltmeisterschaft 2011. Er ist der dritte Mercedes-Formel-1-Wagen insgesamt und der zweite seit dem Wiedereinstieg im Vorjahr. Der Rennwagen wurde der Öffentlichkeit am 1. Februar 2011 direkt vor den offiziellen Testfahrten in Valencia vorgestellt. Zwei Tage zuvor wurden bereits erste Fotos online gezeigt. Die Bezeichnung MGP W02 steht für Mercedes Grand Prix und das bei Mercedes-Benz traditionell nummerierte W für Wagen.
Für die Entwicklung des Fahrzeugs zeichnete als Technischer Direktor Ross Brawn gesamtverantwortlich. Angetrieben wurde der Rennwagen wie das Vorjahresmodell von einem 2,4-Liter-V8 aus dem Motorenwerk in Brixworth – nun als erster Werks-Mercedes in der Formel 1 mit KERS, da das System zur Rückgewinnung der Bremsenergie 2010 nicht erlaubt war.
Der erhoffte Aufschwung blieb mit dem neu konstruierten Wagen aus: Der W02 ist bis heute gar der einzige Formel-1-Wagen von Mercedes, der kein Podium in der Königsklasse erreichte. Das beste Einzelergebnis blieb ein vierter Platz beim kanadischen GP durch Michael Schumacher.

## Technik und Entwicklung
Der von Chefdesigner John Owen, Chefaerodynamiker Loïc Bigois und dem als Technischen Direktor eingebundenen Teamchef Ross Brawn konstruierte Wagen hat an allen 19 Rennen der Formel-1-Saison 2011 teilgenommen. Mercedes-Benz HPE entwickelte den V8-Motor FO 108Y.
Wie alle Formel-1-Fahrzeuge des Jahrgangs 2011 ist der MGP W02 ein hinterradangetriebener Monoposto mit einem Monocoque aus kohlenstofffaserverstärktem Kunststoff (CFK). Neben dem Monocoque bestehen viele weitere Teile des Fahrzeugs, darunter die Verkleidung und Flügel aus CFK. Auch die Bremsscheiben sind aus einem hitzebeständigen kohlenstofffaserverstärktem Verbundmaterial.
Der MGP W02 wurde als erster Mercedes in der Formel 1 mit Pirelli-Pneus ausgestattet, die Bridgestone zum Saisonstart als einheitlichen Reifenlieferanten der Formel 1 ablösten.

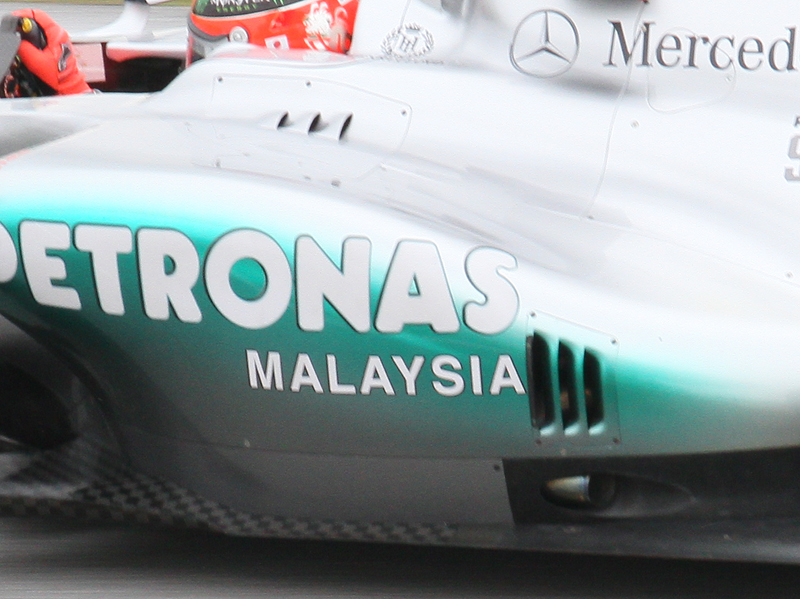
Der Auspuff am W02 zu Saisonbeginn – mit zu geringer Nutzung der Abgase zum Abdichten des Diffusors

Der W02 war der erste Mercedes-Rennwagen mit dem einheitlich eingeführten DRS, womit der Fahrer den obersten Flap des Heckflügels über ein hydraulisches System aktiv flach stellen kann und die Geschwindigkeit auf der Geraden erhöht wird. Aufgrund dieser Änderungen und der unbefriedigenden Leistungsfähigkeit des W01, entschied sich das Team bei dem W02 für eine Neukonstruktion. So wurde die Nase weiter angehoben, um möglichst viel Luft unter das Auto zu leiten und den Diffusor am Heck anzuströmen. Der Radstand wurde verkürzt und die Seitenkästen verkleinert, um den Luftwiderstand zu verringern.
Der ausbleibende Erfolg des W02 lag weniger an der Leistungsfähigkeit des Antriebs oder fehlendem Mut der Neukonstruktion, sondern eher an der letztlich zu wenig innovativen und effizienten Aerodynamik des Chassis. Insbesondere der angeblasene Diffusor konnte am W02 nicht so effektiv entwickelt werden, wie bei den Wettbewerbern. Entgegen der meisten Konkurrenten und der Entwicklungsrichtung beim Vorgänger W01 verkürzte Mercedes den Radstand wieder, was jedoch nicht für die erhofften Effekte am Heck sorgte. Hinzu kam eine ineffektive Umsetzung des DRS, bei der der Abtrieb nach Zuklappen des Flügels nicht sofort verlässlich anlag. Die Umstellung der Hinterradaufhängung auf Zugstreben erschwerte zudem die Setup-Arbeit.
Die durchwachsenen Ergebnisse der ersten beiden Saisons als Werksteam rührten auch daher, dass Mercedes im Vergleich zu den drei Topteams Ferrari, Red Bull und McLaren mit einem kleineren Budget operierte. Der Einstieg als Werksteam im Herbst 2009 erfolgte noch unter der Prämisse der Einführung einer Budgetbegrenzung in der Formel 1. Der Rennstall Brawn GP hatte zum Zeitpunkt der Übernahme bereits einen verkleinerten Mitarbeiterstamm, der den Anforderungen an einen Budgetdeckel entsprochen hätte.

## Lackierung und Sponsoring
Der Mercedes MGP W02 war in Anlehnung an die Mercedes-Silberpfeile erneut überwiegend silberfarbig. Die matte, silberne Lackierung des Vorjahres wurde jedoch gegen ein glänzenderes, helleres Silber getauscht. Die Seitenkästen sowie Teile des Front- und Heckflügels waren wegen des Hauptsponsors Petronas erneut cyanfarben lackiert. Als weitere Sponsoren warben auf dem Fahrzeug erneut unter anderem Aabar Investments, Autonomy, Deutsche Post AG und MIG Bank.

## Fahrer
Die Einsatzfahrer im Mercedes MGP W02 waren analog dem Vorjahr Rekordweltmeister Michael Schumacher sowie Nico Rosberg. Nachdem Testfahrer Nick Heidfeld im Vorjahr ausschied, verblieb Sam Bird als Test- und Ersatzfahrer.

## Saisonverlauf

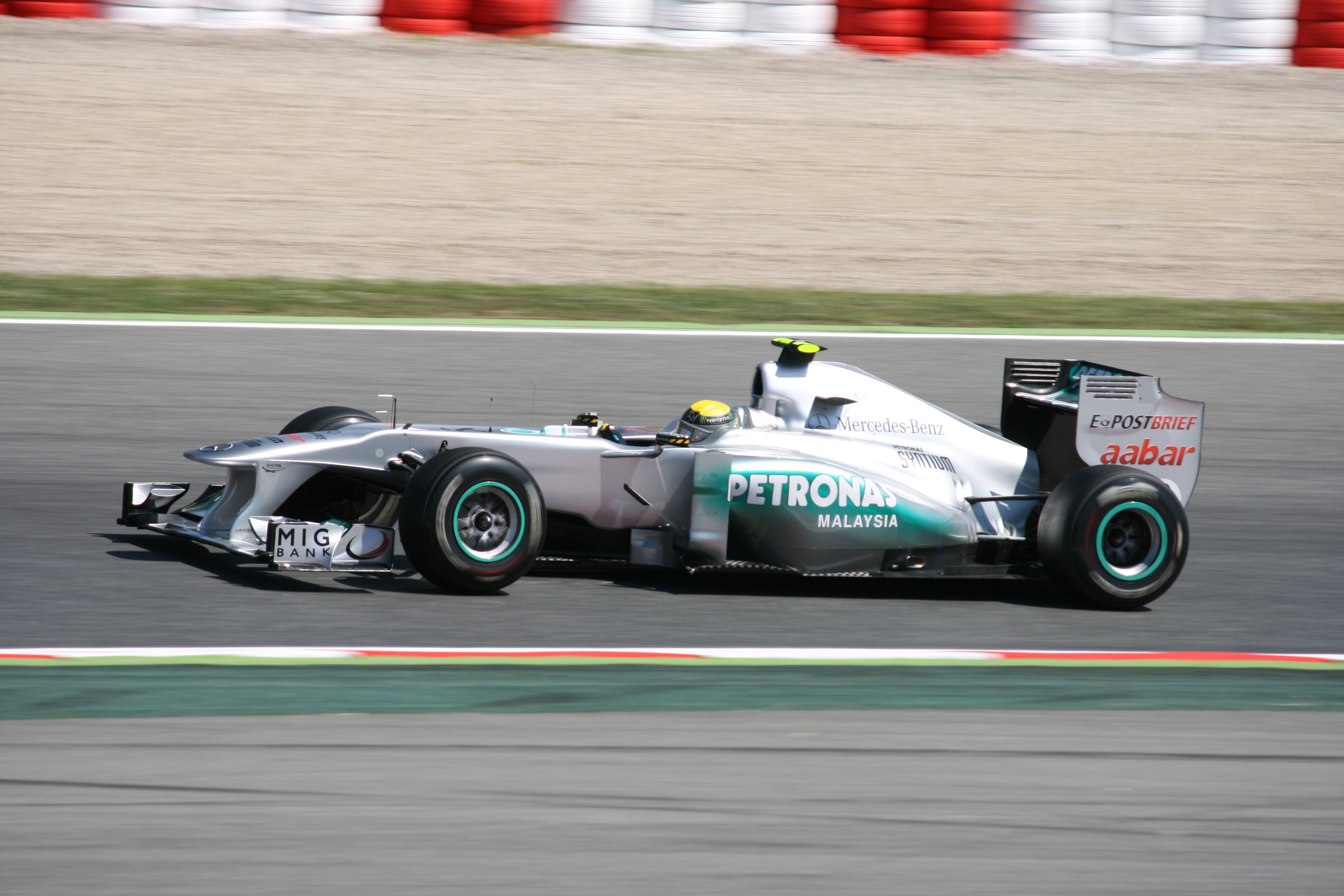
Rosberg mit dem Mercedes MGP W02 beim Großen Preis von Spanien

Der W02 kam beim Australien-Grand-Prix zu seinem ersten Einsatz. Nach einem enttäuschenden Qualifying mit fast 2 Sekunden Rückstand, sind im Rennen beide Autos ausgefallen.
Im weiteren Saisonverlauf konnte der Rückstand im Qualifying zwar verringert werden, Starts aus den ersten drei Reihen blieben jedoch die Ausnahme. Besonders im ersten Saisondrittel konnten die verbesserten Startplätze aufgrund mangelnder Rennpace nicht umgesetzt werden. Schumacher erreichte mit seinem vierten Platz bei dem Regenrennen in Kanada das beste Saisonergebnis. Insgesamt festigte sich über die Saison jedoch die Position im vorderen Mittelfeld der Formel 1.
Das Werksteam konnte im zweiten Jahr des Bestehens keine Leistungssteigerung nachweisen. Die Saison 2011 verlief sogar noch weniger erfolgreich als 2010, da beiden Fahrern ein Podestplatz verwehrt blieb. Mit dem W02 gelang auch keine Pole-Position oder schnellste Rennrunde.

## Ergebnisse
| Fahrer               | Nr.                  | 1   | 2  | 3 | 4  | 5 | 6   | 7  | 8  | 9 | 10 | 11  | 12 | 13  | 14  | 15 | 16  | 17 | 18 | 19 | Punkte | Rang |
| -------------------- | -------------------- | --- | -- | - | -- | - | --- | -- | -- | - | -- | --- | -- | --- | --- | -- | --- | -- | -- | -- | ------ | ---- |
| Formel-1-Saison 2011 | Formel-1-Saison 2011 |     |    |   |    |   |     |    |    |   |    |     |    |     |     |    |     |    |    |    | 165    | 4.   |
| M. Schumacher        | 7                    | DNF | 9  | 8 | 12 | 6 | DNF | 4  | 17 | 9 | 8  | DNF | 5  | 5   | DNF | 6  | DNF | 5  | 7  | 15 | 165    | 4.   |
| N. Rosberg           | 8                    | DNF | 12 | 5 | 5  | 7 | 11  | 11 | 7  | 6 | 7  | 9   | 6  | DNF | 7   | 10 | 8   | 6  | 6  | 7  | 165    | 4.   |

| Legende  | Legende            | Legende                                                          |
| Farbe    | Abkürzung          | Bedeutung                                                        |
| -------- | ------------------ | ---------------------------------------------------------------- |
| Gold     | –                  | Sieg                                                             |
| Silber   | –                  | 2. Platz                                                         |
| Bronze   | –                  | 3. Platz                                                         |
| Grün     | –                  | Platzierung in den Punkten                                       |
| Blau     | –                  | Klassifiziert außerhalb der Punkteränge                          |
| Violett  | DNF                | Rennen nicht beendet (did not finish)                            |
| Violett  | NC                 | nicht klassifiziert (not classified)                             |
| Rot      | DNQ                | nicht qualifiziert (did not qualify)                             |
| Rot      | DNPQ               | in Vorqualifikation gescheitert (did not pre-qualify)            |
| Schwarz  | DSQ                | disqualifiziert (disqualified)                                   |
| Weiß     | DNS                | nicht am Start (did not start)                                   |
| Weiß     | WD                 | zurückgezogen (withdrawn)                                        |
| Hellblau | PO                 | nur am Training teilgenommen (practiced only)                    |
| Hellblau | TD                 | Freitags-Testfahrer (test driver)                                |
| ohne     | DNP                | nicht am Training teilgenommen (did not practice)                |
| ohne     | INJ                | verletzt oder krank (injured)                                    |
| ohne     | EX                 | ausgeschlossen (excluded)                                        |
| ohne     | DNA                | nicht erschienen (did not arrive)                                |
| ohne     | C                  | Rennen abgesagt (cancelled)                                      |
| ohne     | keine WM-Teilnahme |                                                                  |
| sonstige | P/fett             | Pole-Position                                                    |
| sonstige | 1/2/3/4/5/6/7/8    | Punktplatzierung im Sprint-/Qualifikationsrennen                 |
| sonstige | SR/kursiv          | Schnellste Rennrunde                                             |
| sonstige | *                  | nicht im Ziel, aufgrund der zurückgelegten Distanz aber gewertet |
| sonstige | ()                 | Streichresultate                                                 |
| sonstige | unterstrichen      | Führender in der Gesamtwertung                                   |

## Galerie

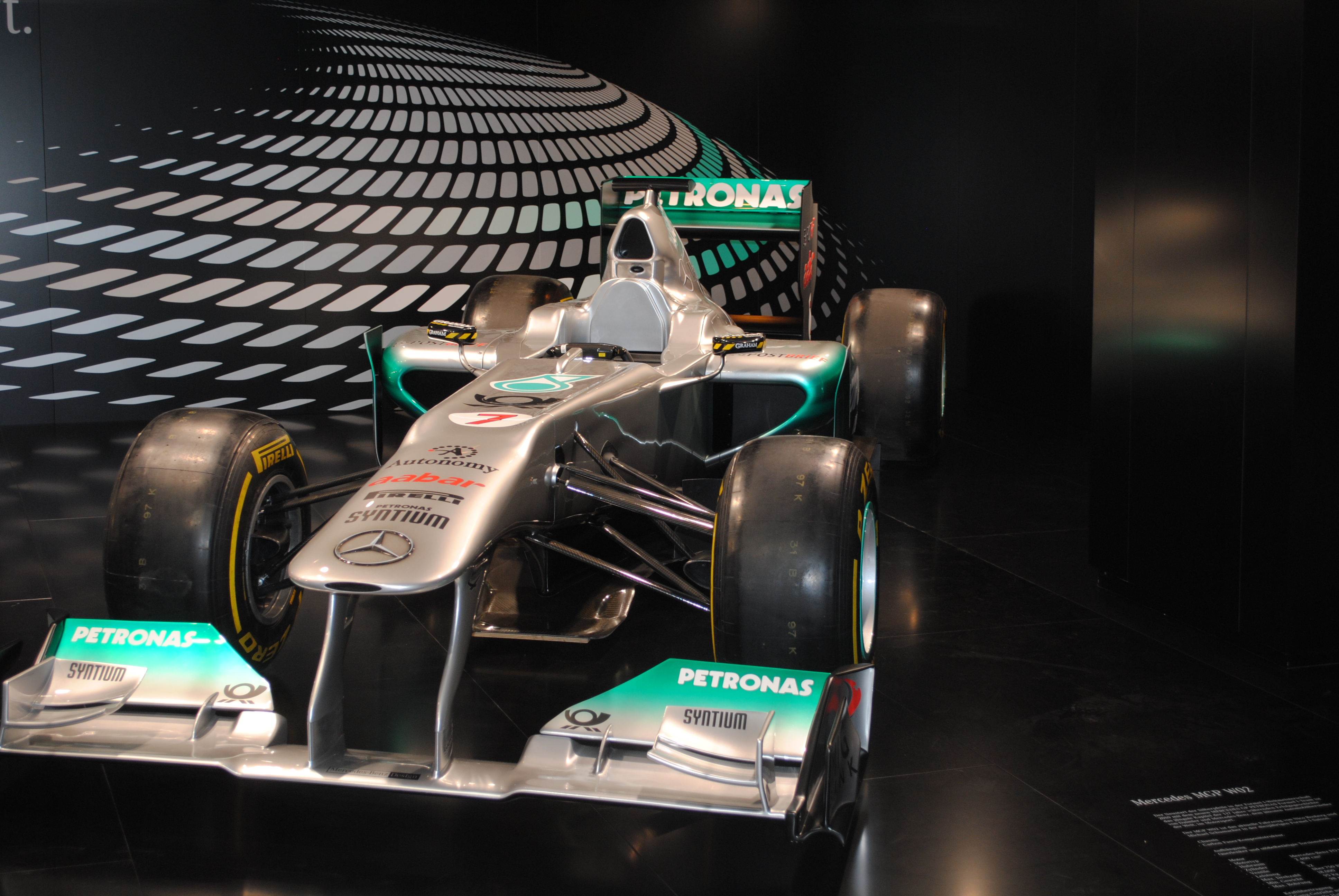
Mercedes MGP W02 im Museum
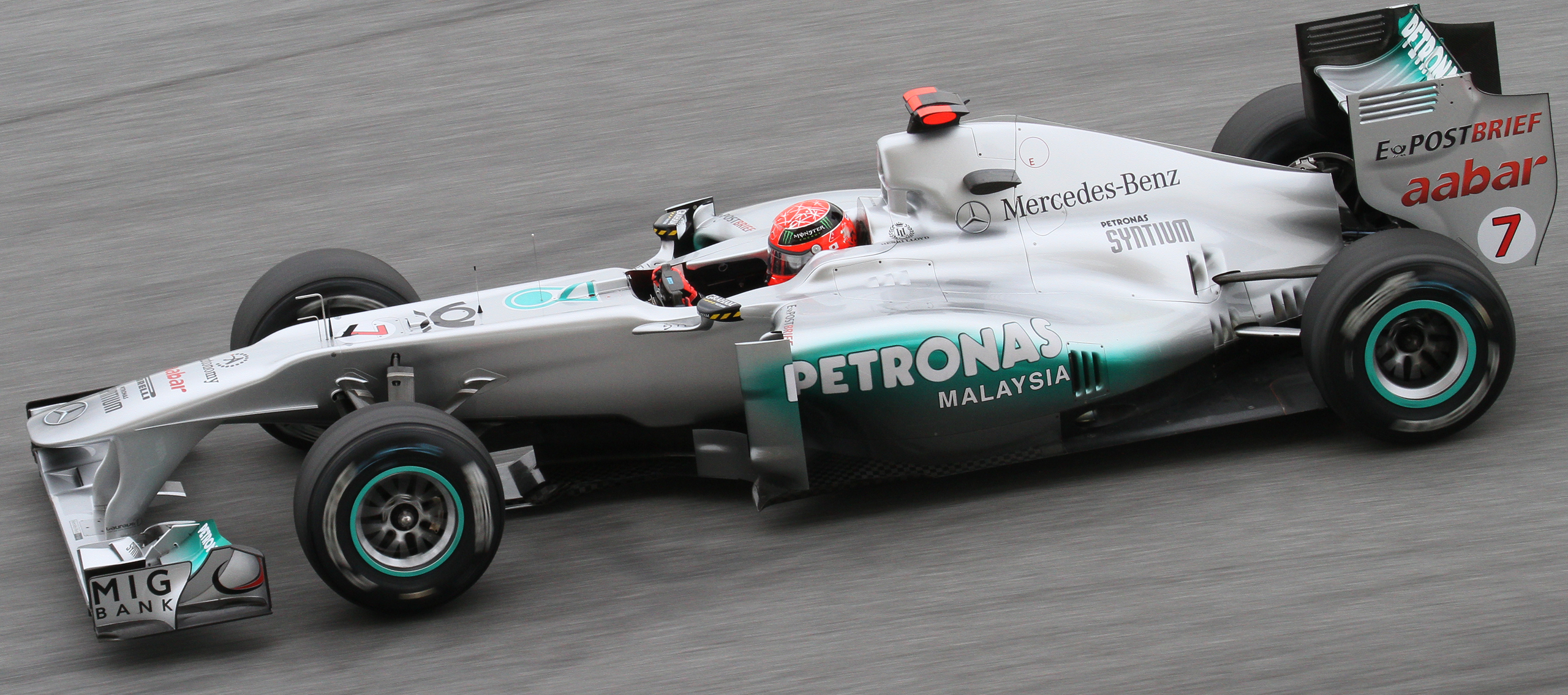
Michael Schumacher beim Großen Preis von Malaysia 2011
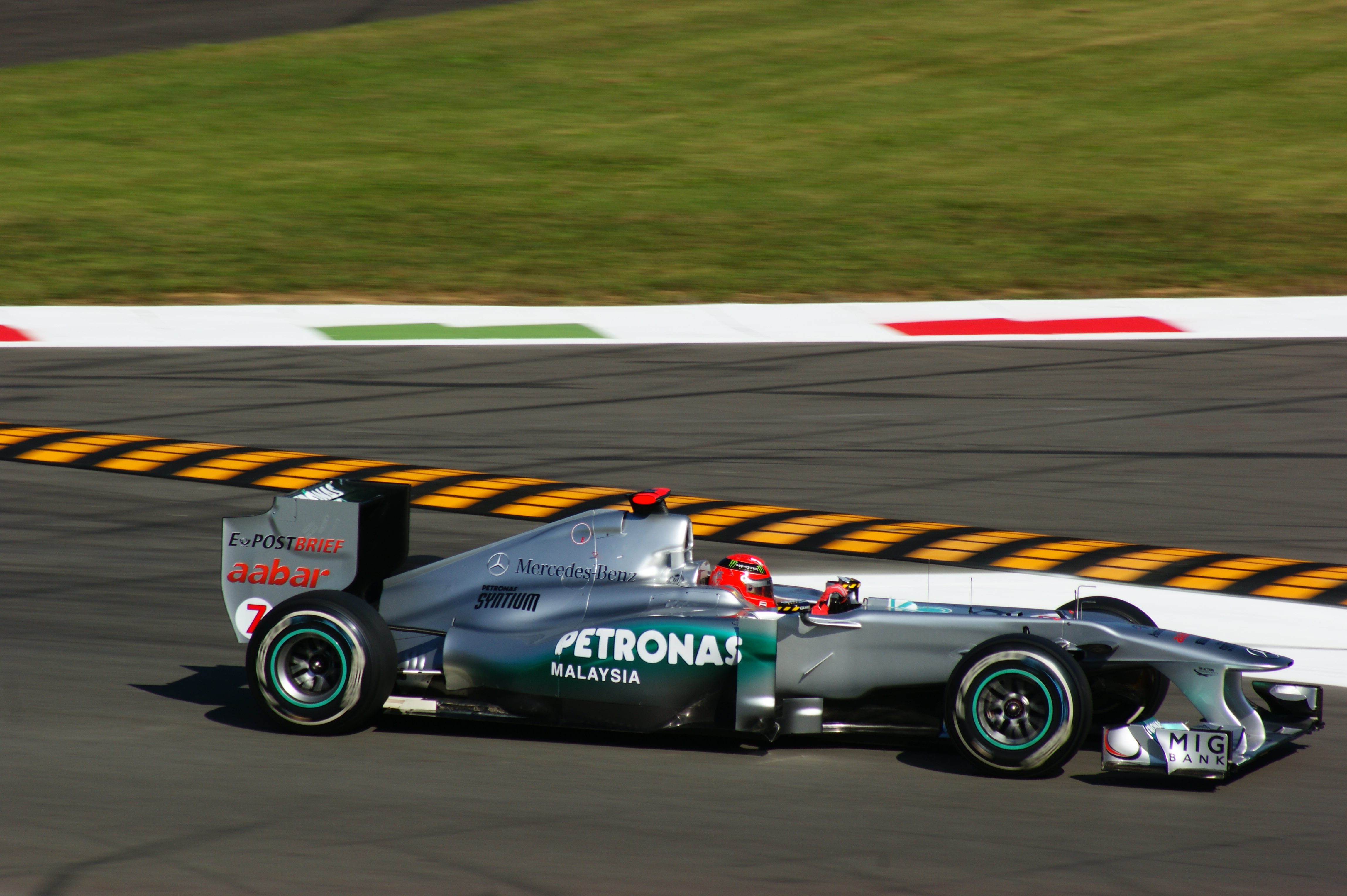
Michael Schumacher beim Großen Preis von Italien 2011
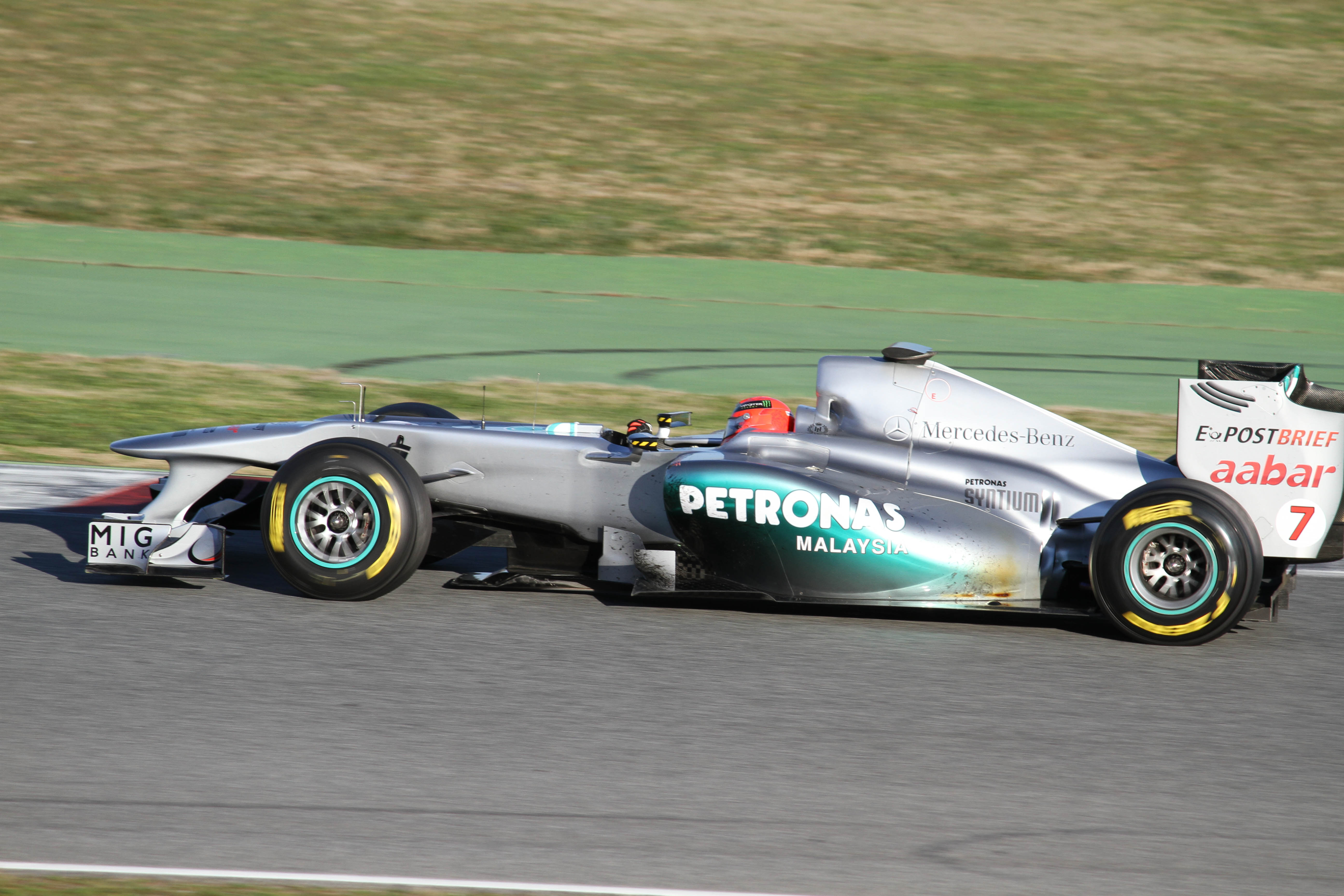
Michael Schumacher mit dem Mercedes MGP W02 in Jerez 2011
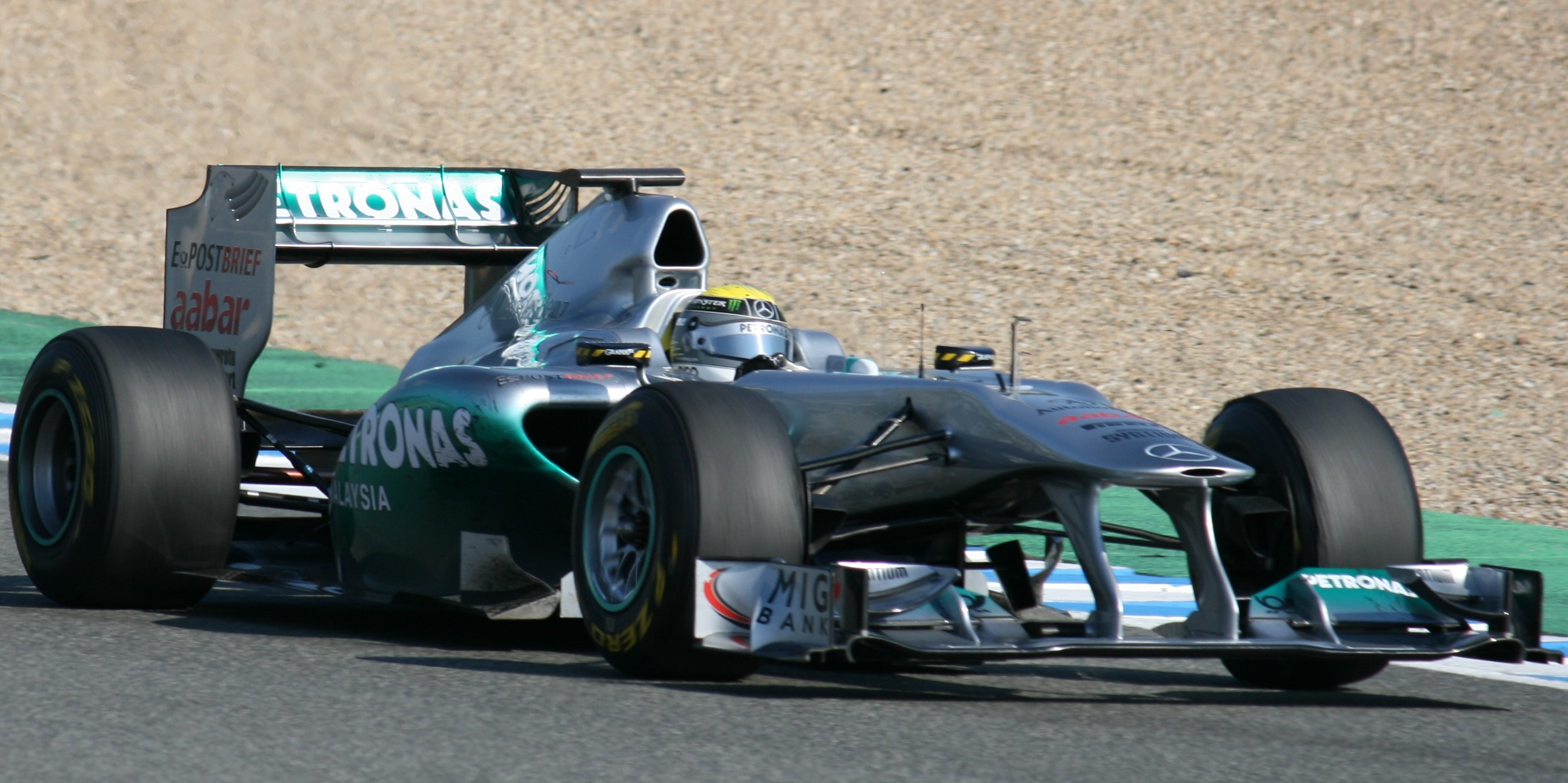
Nico Rosberg mit dem Mercedes MGP W02 in Jerez 2011